# Golfo de Guacanayabo
El golfo de Guacanayabo es un golfo del mar Caribe que se encuentra en la costa suroriental de la isla de Cuba entre las provincias de Granma, Camagüey, Las Tunas y el archipiélago de los Jardines de la Reina. En sus aguas desembocan ríos de gran importancia regional y nacional como: el Cauto, Najasa, Tana y el Yara.

## Actividad biológica y pesca
Se caracteriza por tener gran número de cayos y arrecifes coralinos en sus aguas pocos profundas propiciando la población de diversas especies biológicas que constituyen una riqueza marina fundamental en la explotación pesquera cubana. En la zona costera de la provincia de Granma, se localiza una de las zonas portuaria más importantes de Cuba, destacándose los puertos de Manzanillo, Santa Cruz del Sur y Niquero, los cuales explotan principalmente la pesca de langostas, ostras, atunes, sardinas así como la extracción de coral y otras especies de animales marinos. Pero no solo se realiza la pesca como una actividad económica, sino también como deporte, donde el tiburón, el pez espada y la aguja son las metas deportivas en los eventos.

## Datos históricos
- A finales del siglo XV y principios del XVI el almirante genovés Cristóbal Colón recorre el golfo de Guacanayabo.
- El 2 de diciembre de 1956 llega a Cuba, Fidel Castro junto a 82 expedicionarios por playa Las Coloradas (ubicada en la parte sur del golfo de Guacanayabo) a bordo del yate Granma para iniciar la lucha de la Revolución cubana.